# Nikolaus Kraus (Politiker)
Nikolaus Kraus (* 21. August 1965 in Ismaning) ist ein deutscher Landwirt und Politiker (Freie Wähler). Er gehört seit Oktober 2013 dem Bayerischen Landtag an.

## Biografie
Nikolaus Kraus absolvierte eine landwirtschaftliche Berufsausbildung mit Meisterprüfung.
Kraus gehört seit 1989 den Freien Wählern Bayern an und hat seit 1996 einen Sitz im Gemeinderat von Ismaning inne, seit 2008 vertritt er seine Partei im Kreistag des Landkreises München. Bei der Landtagswahl in Bayern 2013 erhielt er ein Mandat über die Wahlkreisliste von Oberbayern. Bei den Wahlen 2018 und 2023 wurde Kraus erneut in den Landtag gewählt. Dort ist er Mitglied des Ausschusses für Ernährung, Landwirtschaft und Forsten und war außerdem von September 2019 bis April 2021 Mitglied des Ausschusses für Bildung und Kultus.
Kraus ist verheiratet, Vater von zwei Kindern und römisch-katholischer Konfession.